# Феодосий I Великий
Феодо́сий I Вели́кий (Фла́вий Феодо́сий; лат. Flavius Theodosius, Theodosius Magnus, др.-греч. Θεοδόσιος Α΄, Θεοδόσιος ὁ Μέγας; 347—395) или по (старо)церковному царь Феодосий — последний император единой Римской империи. Во время своего правления он преуспел в решающей войне против готов, а также в двух гражданских войнах и сыграл важную роль в утверждении Никейского символа веры в качестве одной из важнейших доктрин христианства. Почитается святым в Греческих церквях (память 17 января).
Родившийся в Испании Феодосий был сыном высокопоставленного военачальника, под руководством которого он поднялся по служебной лестнице в римской армии. Феодосий занимал независимое командное положение в Мёзии в 374 году, где он добился некоторого успеха в борьбе с вторгшимися сарматами. Вскоре после этого он был вынужден уйти в отставку, а его отец был казнён при невыясненных обстоятельствах. Феодосий вскоре восстановил своё положение после серии интриг и казней при дворе императора Грациана. В 379 году, после того, как император Восточной Римской империи Валент погиб в битве при Адрианополе сражаясь против готов, Грациан назначил Феодосия своим преемником с приказом взять на себя руководство текущей военной ситуацией. Ресурсов нового императора и истощённых армий было недостаточно, чтобы изгнать захватчиков; в 382 году готам было разрешено поселиться к югу от Дуная в качестве федератов. В 386 году Феодосий подписал договор с Персидской империей, который разделил давно оспариваемое Армянское царство и обеспечил прочный мир между двумя державами.
Феодосий был убеждённым приверженцем христианского учения о единосущии природы Христа и противником арианства. Он созвал собор епископов в Константинополе в 381 году, который определил первое как правильное учение, а второе как ересь. Хотя Феодосий мало вмешивался в функционирование традиционных языческих культов и назначал не христиан на высокие посты, он не смог наказать христианских фанатиков за разрушение нескольких эллинистических храмов классической древности. К тому же, он и сам давал разрешение на разрушение некоторых храмов, например, александрийского Серапеума. Во время своего предыдущего правления Феодосий правил восточными провинциями, в то время как западные контролировались императорами Грацианом и Валентинианом II, на сестре которого он женился. Феодосий спонсировал ряд мер по благоустройству своей столицы и главной резиденции Константинополя, в первую очередь расширение форума Феодосия, который стал самой большой общественной площадью, известной в древности. Феодосий дважды отправлялся на запад, в 388 и 394 годах, после того как были убиты Грациан и Валентиниан, чтобы победить двух узурпаторов, Магна Максима и Евгения, которые пришли им на смену. Окончательная победа Феодосия в сентябре 394 года сделала его хозяином империи; он умер несколько месяцев спустя, и ему наследовали два его сына, Гонорий в западной половине империи и Аркадий на востоке, получившую в современной историографии название Византия.
Говорили, что Феодосий был прилежным администратором, строгим в своих привычках, милосердным и набожным христианином. В течение столетий после его смерти Феодосия считали защитником христианской веры, который решительно искоренял язычество. Современные учёные склонны рассматривать это скорее как интерпретацию истории христианскими писателями, чем как точное представление истории. Ему справедливо приписывают руководство возрождением классического искусства, которое некоторые историки назвали «феодосийским ренессансом». Хотя усмирение готов обеспечило мир империи при его жизни, их статус федератов в пределах римских границ создавал проблемы для последующих императоров. Феодосий также подвергся критике за то, что защищал свои собственные династические интересы ценой двух гражданских войн. Два его сына оказались слабыми и неспособными правителями, и они руководили в период варварских вторжений и придворных интриг, которые сильно ослабили империи. Потомки Феодосия правили римским миром в течение следующих шести десятилетий, и разделение между востоком и западом продолжалось до падения Западной империи в конце V века. Деятельность императора Феодосия определила направление религиозного развития Европы, за что он удостоился от христианских писателей эпитета Великий.

## Ранние годы
Флавий Феодосий родился около 346 года в испанском городе Кавка в провинции Галисии (современный город Кока в Сеговии). Аврелий Виктор сообщает, что Феодосий происходил из рода прославленного императора Траяна. Его родителями были Ферманция (Терманция) и римский полководец Феодосий Старший, который дослужился до поста командующего конницей (лат. magister equitum praesentalis) при императоре Валентиниане. Аммиан Марцеллин характеризует его как человека, «доблести которого в ту пору выделялись своим блеском среди других как недосягаемые». В последние годы Феодосий Старший подавлял восстание местных племён во главе с Фирмом II в Северной Африке, однако в 375 году был обвинён в измене и в 376 году — казнён.
Будущий император Феодосий, как полагают историки, начал военную службу под началом своего отца и участвовал с ним в экспедиции в Римскую Британию, чтобы подавить там восстание племён пиктов и скоттов. В 374 году он занимал пост командующего войсками в придунайской провинции Мёзия (лат. dux Moesiae Primae), где успешно сражался с сарматами:

Дукс Мёзии Феодосий младший, тогда ещё юноша с едва пробивавшейся бородой, а впоследствии славный император, несколько раз изгонял свободных сарматов, называемых так в отличие от восставших против них рабов, и наносил им поражения во время их вторжений в наши пределы на другой стороне. Стекавшиеся их полчища, несмотря на храброе сопротивление, он разбил в многократных стычках так решительно, что насытил диких зверей и хищных птиц кровью множества павших.

По словам историка V века Зосимы, именно победы над сарматами принесли Феодосию впоследствии императорские регалии. После казни отца Феодосию пришлось искать убежище, однако вскоре — в 376 году — он занял пост командующего войсками в балканской провинции Иллирик (лат. magister militum per Illyricum), где ему снова пришлось отражать набеги сарматов. С этой должности через три года император Грациан призвал Феодосия на императорский трон.
Согласно средневековой церковной хронике Георгия Амартола, Феодосий после смерти отца был сослан на родину в Испанию, где тихо жил, пока император Валент перед гибелью не попросил Грациана прислать ему Феодосия.

## Во главе восточной части Римской империи

### Завершение Готской войны (379—382 годы)
В результате восстания племён готов в 377 году территория Фракии и Мёзии стала ареной борьбы между варварскими племенами и союзными силами западной и восточной частей Римской империи. 9 августа 378 года под Адрианополем (совр. турецкий Эдирне) готы под предводительством вождя Фритигерна полностью разгромили римскую армию, убив в сражении императора Валента. Его племянник, император Грациан, в это время подходил на помощь дяде, но после смерти Валента остался на территории современной Сербии, стараясь не допустить прорыва варваров с Балкан в Италию.
По заведённому в империи порядку Грациан должен был назначить соправителя для управления восточной частью Римской империи, причём ввиду сложившейся обстановки желательно из числа людей, обладавших военными талантами. Своему формальному соправителю в западной части империи, малолетнему брату Валентиниану, Грациан не рискнул доверить власть над Востоком. По мнению историка Дэвида Вудса у Грациана фактически не было выбора, поскольку все его полководцы, судя по именам, были варварского происхождения, и только командующий войсками в Иллирике Флавий Феодосий происходил из благородной римской семьи.
19 января 379 года в Сирмии (совр. Сремска-Митровица в Сербии) Грациан провозгласил Феодосия императором восточной части Римской империи.
Феодосий близ Сирмия одержал победу над готами, затем боевые действия протекали без больших генеральных сражений. Зосима рассказал об одной из побед римлян. Военачальник Феодосия Модарий, происходивший из «царственной скифской семьи» (вероятно, гот), дождался в засаде, когда варвары опьянели и отяжелели от пиршества. Затем он приказал своим воинам атаковать их лагерь налегке с одними только мечами. Варвары в течение короткого времени были перебиты, римляне захватили 4 тысячи повозок и столько пленных, что заполнили ими все эти повозки.
Почти через 2 года после назначения императором Феодосий покинул Фессалоники, откуда руководил войной с готами, и вступил 24 ноября 380 года в свою столицу Константинополь, после чего основное внимание уделял церковной политике и дипломатической работе с готскими вождями. Он привлёк в армию многих варваров, разрешив им свободно покидать её ряды и вступать обратно по желанию. Хотя численность войск восстановилась, их дисциплина и управляемость значительно снизились. Зосима сообщает, что Грациан послал Феодосию на помощь войска во главе с франками Баудоном и Арбогастом, которые вытеснили банды варваров из Македонии и Фессалии обратно во Фракию. Это улучшило положение восточной части Римской империи и склонило готов к переговорам.
В январе 381 года Феодосию удалось заключить союз с готским вождём Атанарихом, однако последний через 2 недели скончался в Константинополе. Похороны вождя Феодосий превратил в пышную церемонию, надеясь завоевать расположение варваров.
3 октября 382 года Феодосий заключил мирный договор, по которому готы поселились как федераты империи в Нижней Мёзии и Фракии (территория современной Болгарии). Эта дата считается окончанием римско-готской войны.

### Укрепление власти (383—387 годы)
После заключения мира с готами, Феодосий обратил внимание на Восток. На владения империи в Сирии, воспользовавшись ситуацией, совершали набеги сарацины. В 383 году полководец Феодосия Рихомер нанёс им поражение, после чего ряд арабских племён в качестве федератов охраняли границы империи на этом направлении.
Борьба за власть в Персидской державе значительно ослабила главную угрозу для империи на Востоке, к тому же Феодосию удавалось поддерживать хорошие отношения с меняющимися персидскими царями. Чтобы окончательно устранить потенциальный источник раздора на границе, в 387 году Феодосий достиг с персами соглашения по разделу Армении на сферы влияния. Западная часть Армении отошла под управление царя Аршака, а восточная осталась во владении царя Хосрова.
В это время сменилась власть в Западной Римской империи. В 383 году командующий римской армией в Британии Магн Максим высадился в Галлии, узурпировав там власть. Римский император Грациан в ходе смуты был убит. Его младший брат-соправитель Валентиниан стал соправителем Максима, владея Италией и провинциями в Африке и на Балканах. Феодосий был вынужден признать императорский титул Максима вслед за признанием Максима Валентинианом.

### Свержение узурпатора Максима (387—388 годы)
Летом 387 года Максим послал войска в северную Италию, вынудив императора Валентиниана бежать в Фессалоники под покровительство Феодосия. Политическая заинтересованность императоров друг в друге укрепилась браком Феодосия на Галле, сестре Валентиниана, в том же году. Первая жена Феодосия, Элия Флацилла, к этому времени скончалась.
В 388 году началась война против Максима. Римский наместник в Северной Африке Гильдон захватил Сицилию, оттянув часть сил Максима на южный театр боевых действий. Соединённое войско Феодосия и Валентиниана разбило армию Максима в Сисции и Поэтовионе (на реке Сава), затем подошло к восточным Альпам. Альпийские проходы на север Италии охранял военачальник Максима Андрагаций, который возвёл укрепления и занял все возможные места переправ через реки. Андрагаций решил совершить морской рейд, чтобы внезапно напасть на противника, но Феодосий воспользовался этим и без сопротивления преодолел Альпы, оставленные без должной защиты.
Максим был захвачен в Аквилее и казнён там же 28 августа 388 года. Андрагаций, узнав о смерти Максима, бросился с корабля в море.
До возвращения в Константинополь Феодосий оставался в Италии более 3 лет, сделав своей резиденцией Медиолан.

### Феодосий и Амвросий Медиоланский (389—391 годы)
В течение 3-летнего пребывания в Италии Феодосий оказался под духовным влиянием епископа Медиолана Амвросия.
В 390 году произошли волнения в крупнейшем городе Македонии Фессалониках. Командующий войсками в провинции Иллирик Ботерих посадил в тюрьму популярного в народе колесничего за бытовую провинность. Толпа местных жителей потребовала освободить его как человека, необходимого для предстоящих скачек, а когда Ботерих отказался, они убили его, забросав камнями. Погибли также другие представители имперской администрации. Феодосий, расценив это как мятеж, приказал перебить заранее определённое число горожан. Погибло по разным свидетельствам от 7 до 15 тысяч жителей.
Когда после этих событий Феодосий хотел помолиться в церкви, Амвросий не пустил его за порог, обвиняя в убийстве невинных и требуя покаяния. Только спустя 8 месяцев епископ простил императора, заставив того принять закон, по которому утверждение смертных приговоров откладывалось на 30 дней после вынесения приговора.

### Свержение узурпатора Евгения (392—394 годы)
Феодосий вернулся в Константинополь 10 ноября 391 года. После ухода Феодосия из Италии фактическую власть в Западно-Римской империи осуществлял не император Валентиниан, а его главнокомандующий войсками франк Арбогаст. Попытки Валентиниана отстоять свои полномочия привели к конфликту, в результате которого 15 мая 392 года он был убит при неясных обстоятельствах. Не дожидаясь решения Феодосия, 22 августа Арбогаст возвёл на императорский престол своего ставленника, начальника имперской канцелярии Евгения.
Феодосий отказался признавать легитимность Евгения и летом 394 года двинул армию в Италию. 6 сентября 394 года в предгорьях восточных Альп на реке Фригид (на границе совр. Словении с Италией) состоялось генеральное сражение. Передовой отряд войска Феодосия из 10 тысяч готов был полностью истреблён Арбогастом, что современники сочли скорее благом, чем потерей. По Зосиме, Евгений к исходу дня после окончания сражения стал преждевременно праздновать победу. Полководец Арбогаста Арбицион перешёл на сторону Феодосия, что, возможно, стало решающим фактором в разгроме узурпатора. Внезапно воины Феодосия прорвались в лагерь западных римлян к палатке императора-узурпатора. Евгений был схвачен и немедленно обезглавлен, его голову на пике показали его войскам, которые в массе своей перешли на сторону Феодосия. Арбогаст бежал в горы, за ним выслали погоню, и он закололся, чтобы избежать пленения.

### Окончательный раздел империи (395 год)
На несколько месяцев Феодосий стал фактическим правителем единой Римской империи. В Риме он провозгласил сына Гонория императором, отменил через сенат ряд древних языческих церемоний и собирался вернуться в Константинополь, где на время своего отсутствия оставил править старшего сына Аркадия.
17 января 395 года Феодосий Великий скончался от водянки в Медиолане (современный Милан). Его забальзамированное тело в том же году было доставлено в Константинополь для погребения.
Перед смертью Феодосий успел осуществить мирный раздел наследия Римской империи между сыновьями. Старшему Аркадию досталась Восточная часть со столицей в Константинополе, которая в современной историографии получила название Византия. Младшему Гонорию отошла Западная часть Римской империи. 10-летнего императора Гонория Феодосий поместил под опеку доверенного полководца Стилихона, которого за 8 лет до того женил на своей племяннице Серене.
С 395 года греческая восточная и латинская западная половины империи больше никогда не соединялись под единым управлением. Западная часть империи развалилась под натиском варваров спустя 80 лет, а Византия более тысячелетия сохраняла преемственность традиций Римской империи.

## Религиозная политика
Став императором, Феодосий старался следовать установленной ранее императором Константином Великим и другими его христианскими предшественниками религиозной системой, которая в целом сохраняла нейтралитет государства по отношению к разнообразным культам и исповеданиям граждан империи. Однако при Феодосии наметились тенденции в сторону постепенной официальной христианизации жизни империи.
Память императора Феодосия содержится в византийских Синаксарях. В Месяцеслов Русской Православной Церкви его память не включена.

### Начало христианизации империи
Арианский спор о природе божественной Троицы и сопутствующая ему борьба за политическое влияние, начался в Александрии ещё до правления Константина Великого между ересиархом Арием и епископом Александрии Александром. Когда Александр умер, его дело продолжил его преемник Афанасий Великий.
Арий утверждал, что Бог Отец сотворил Сына. Это означало, что Сын, хотя и всё ещё считался божественным, не был равен Отцу, потому что у него было начала, и он не был вечным. Таким образом, Отец и Сын были похожи, но не одной и той же сущности. Эта Христология быстро распространилась по Египту, Ливии и другим римским провинциям:33. Епископы вступили в словесную войну, а народ разделился на партии, иногда устраивая шествия на улицах в поддержку той или иной стороны:5. Их же противники говорили, что «Святая Троица есть в Троице единица».
Константин пытался урегулировать эти вопросы на Никейском соборе, но, как утверждает Арнольд Хью Мартин Джонс: «Правила, установленные Никейским Символом веры, не были общеприняты». После того, как в 325 году был сформулирован Никейский Символ веры, многие в церкви резко отреагировали на слово «homoousios» (одна сущность) в Никейском Символе веры, и поэтому Соборы в Ариминуме (Римини), Нике (к юго-востоку от Адрианополя) и Константинополе, проведённые в 359-60 годах императором Констанцием II, сформулировали символы веры, которые должны были заменить или пересмотреть Никейский Символ веры; в частности, чтобы найти альтернативу для «homoousios». Эти соборы больше не считаются Вселенскими Соборами в традиции Церкви, поскольку их вероучения противоречат Никейскому Символу веры, ибо ныне они известны как арианские вероучения.
В течение этого времени Афанасий Великий был в центре полемики и стал поборником православия:28–29, 31. По мнению Афанасия, интерпретация Арием природы Христа, что Отец и Сын похожи, но не идентичны по существу, не могла объяснить, как Христос мог совершить искупление человечества, которое является основополагающим принципом христианства. «Согласно Афанасию, Бог должен был стать человеком, чтобы люди могли стать божественными… Это привело его к выводу, что божественная природа во Христе была идентична природе Отца, и что Отец и Сын имеют одну и ту же сущность» (homoousios). Учение Афанасия оказалось достаточно сильным и оказало мощное влияние на Феодосия I:20.
27 февраля 380 года, спустя год после провозглашения императором, Феодосий в Фессалониках (в период войны с готами) издал основополагающий эдикт лат. de fide catholica («о вселенской вере»). Была объявлена в качестве допустимой для подданных империи христианская вера исключительно в форме, зафиксированной на Никейском соборе:

В соответствии с Нашим распоряжением, все народы, находящиеся под управлением Нашей Милости, должны придерживаться веры, переданной римлянам апостолом Петром, ибо она очищает и по сей день. Это есть та вера, которой следует понтифик Дамасий, а также епископ Александрии Пётр, человек апостольской святости. Следуя апостольской святости, иначе говоря, в соответствии с учением апостолов и Евангелия, мы должны верить в единого Бога Отца, Сына и Святого Духа, придерживаясь положения о том, что они равны по величию, а также догмата о Святом Духе.

Через год в январе 381 года был выпущен новый эдикт с уточнением фессалоникского постановления. Победа «никейцев» была закреплена идеологически на Константинопольском соборе (Втором Вселенском) в июле 381 года, а затем поддержана административно запретом возглавлять церкви епископам неникейского исповедания.
Недавние исследования склонны отвергать прежние взгляды на то, что эдикт был ключевым шагом в установлении христианства в качестве единой обязательной религии для всех жителей империи, поскольку он не был обязательным по силе для лиц иного вероисповедания и он касался в основном христианского населения, которое на тот момент было разношёрстным и придерживалось различных, порой противоречащих друг другу, христианских доктрин и направлений, устанавливая единую доктрину для всех христиан империи. Например, немецкий историк древности Карл Лео Нетлихс пишет, что Фессалоникийский эдикт не был ни антиязыческим, ни антисемитским; он не объявлял христианство официальной религией империи; и это не давало христианам никаких преимуществ перед другими конфессиями. Из указов, изданных в годы после 380 года, ясно, что Феодосий не требовал от язычников или евреев обращения в христианство. Тем не менее, эдикт является первым известным светским римским законом, который положительно определяет христианскую религиозную доктрину для империи.
Арианство и другие течения в христианстве, отличные от Никейского Символа веры, объявлялись ересями, и подлежали преследованию государством. Хотя арианских убеждений продолжали придерживаться множество жителей империи, им запрещалось иметь свои церкви и собираться в населённых пунктах. Репрессии направлялись, в основном, против некоторых представителей клира еретических течений. В 388 году, воспользовавшись уходом Феодосия на войну с Магном Максимом, ариане устроили волнения в Константинополе, но Феодосий ограничился лишь предупреждением в их адрес.
Согласно Робинсону Торнтону, Феодосий начал предпринимать шаги по подавлению арианства сразу после своего крещения в 380 году:39. 26 ноября 380 года, через два дня после того, как он прибыл в Константинополь, Феодосий изгнал епископа Демофила Константинопольского и назначил Мелетия архиепископом Антиохии, а Григория Богослова, один из Великих каппадокийцев, архиепископом Константинопольским. Феодосий происходил из христианской семьи, но, по словам Сократа Схоластика, был крещён во время болезни епископом Фессалоник Асхолием только в 380 году.
В мае 381 года Феодосий созвал Второй Вселенский Собор в Константинополе, чтобы ликвидировать раскол в Церкви на основе Никейского Символа веры. Далее Собор определил доктрину христианской церкви, включая Третье Лицо Троицы, Святого Духа, как равное Отцу и исходящее от него, Собор также осудил аполлонианскую и македонскую ереси, уточнил юрисдикцию епископов в соответствии с гражданскими границами епархий и постановил, что Константинополь является вторым по старшинству после Рима.
Никейский Символ веры, поддержанный Феодосием, стал официально называться кафолическим. Однако религиозный вопрос не был окончательно разрешён, теологические споры о природе Христа и сути веры продолжились с новой силой в 1-й половине V века.

### Борьба с язычеством
Феодосий, похоже, придерживался осторожной политики по отношению к традиционным нехристианским культам, повторяя запреты своих христианских предшественников на жертвоприношения животных, гадания и вероотступничество, в то же время позволяя публично совершать другие языческие обряды, а храмам оставаться открытыми. Он также высказывался в поддержку сохранения храмовых зданий, но, тем не менее, не смог предотвратить повреждение многих храмов, изображений и предметов культа христианскими ревнителями, некоторые из которых включали даже его собственных чиновников. Феодосий также превратил языческие праздники в рабочие, но связанные с ними праздники продолжали действовать. К концу его правления, в 391 и 392 годах, был издан ряд законов против язычества, но историки склонны преуменьшать их практические последствия и даже непосредственную роль императора в них. Современные учёные считают, что существует мало свидетельств того, что Феодосий проводил активную и последовательную политику против традиционных культов, если таковые вообще имеются.
Есть свидетельства того, что Феодосий позаботился о том, чтобы всё ещё значительное языческое население империи не испытывало неприязни к нему. После смерти в 388 году своего преторианского префекта Кинегия, который уничтожил ряд языческих храмов в восточных провинциях, Феодосий заменил его умеренным язычником, который впоследствии начал защищать храмовые постройки:53. Во время своего первого официального турне по Италии в 389—391 годах, император заполучил влиятельное языческое лобби в римском сенате, назначив его видных членов на важные административные посты. Феодосий также назначил последнюю пару языческих консулов в римской истории (Татиана и Симмаха) в 391 году.
Современная археология установила, что область с наибольшим разрушением храмов христианами произошла на территории вокруг Константинополя в епархии Ориентис (Восток) при префекте Феодосия Матерне Синегиусе, где археологические раскопки обнаружили несколько разрушенных храмов. Феодосий официально поддерживал сохранение храмов, но Гарт Фауден говорит, что Синегиус не ограничивался официальной политикой Феодосия, а вместо этого приказал разрушать храмы в широких масштабах, даже наняв для этой цели военных под его командованием:63. Кристофер Хаас также говорит, что Синегиус наблюдал за закрытием храмов, запрет на жертвоприношения и разрушение храмов в Осроене, Карре и Берое, в то время как Марцелл из Апамеи воспользовался ситуацией, чтобы разрушить храм Зевса в своём собственном городе:160–162. 
Более ранние учёные полагали, что действия Синегия были лишь частью волны насилия против храмов, которая продолжалась на протяжении 390-х годов:47. Однако недавние археологические открытия опровергли эту точку зрения. Археологические свидетельства насильственного разрушения храмов в IV и начале V веков по всему Средиземноморью ограничены несколькими местами. Разрушение храмов засвидетельствовано в 43 случаях в письменных источниках, но только 4 из них были подтверждены археологическими данными. Тромбли и Макмаллен говорят, что частично это несоответствие вызвано деталями в исторических источниках, которые обычно неоднозначны и неясны. Например, Малалас утверждал, что как замечено в «Пасхальной хронике»: «Прославленный Константин, процарствовав, только запер святыни и храмы эллинов, а этот Феодосий — уничтожил [их]…»:246–282 Нигде в Кодексе Феодосия нет никаких свидетельств какого-либо желания императора начать систематическое разрушение храмов, и в археологических записях нет никаких свидетельств того, что когда-либо имело место масштабное разрушение храмов:63.
Феодосий запретил изучение и преподавание математики (астрологии), поскольку до его указа людьми не проводилось никакого различия между математикой и нумерологией или астрономией и астрологией, так как эти науки и практики были взаимосвязаны. Но, несмотря на это, в течение следующих 200 лет философы-неоплатоники, такие как Гиерокл Александрийский, Иоанн Филопон, Симпликий и Олимпиодор Младший, спокойно продолжали проводить астрономические наблюдения, преподавали математику и писали пространные комментарии к трудам Платона и Аристотеля.
В 391 году в Александрии, при попытке епископом Феофилом переделать один из заброшенных языческих храмов в церковь, произошло серьёзное нападение на христиан со стороны язычников, возмущённых посягательством на их бывший храм. В результате этого возникли беспорядки, по итогу которых нападавшие были вынуждены запереться в Серапеуме, самом величественном языческом храме города под руководством некого философа Олимпия, взяв множество заложников, которых потом они убили через принесение в жертву. Храм был окружён солдатами гарнизона города, глава которых, Роман, вместе с представителями властей города пытался договориться о сдаче бунтарей, но получил отказ. Властями было принято решение обратиться к императору, епископ Феофил просил помиловать бунтарей, но в обмен он попросил разрешение на уничтожение всех языческих храмов в городе, включая Серапеум, на что ему был дан положительный ответ, и храм был разрушен. В том же году император выпустил эдикт, который сильно ограничил языческие культы.
Эдикт 391 года нанёс сильный удар язычеству, установив тяжёлые штрафы за поклонение старым богам:

Никому не дано права совершать жертвоприношения, никто не должен совершать обход вокруг [языческих] храмов, никто не должен почитать капища. Каждый должен знать, что Наш закон запрещает вход в языческие храмы, и, если кто-либо попытается, невзирая на Наш запрет, совершить те или иные культовые действия по отношению к богам, то пусть знает, что ему не удастся избежать наказания, даже воспользовавшись особыми знаками императорского расположения. Судья […] должен заставить нечестивого нарушителя закона, вошедшего в оскверненное место, заплатить в Нашу казну штраф в размере пятнадцати фунтов золотом.

Феодосий также не отменял древние Олимпийские игры, которые были главным спортивным праздником в Древней Греции на протяжении более чем 11 веков, хотя последнее зарегистрированные были проведены в 393 году. В литературе иногда связывают прекращение игр с указом Феодосия, но последний его известный эдикт по борьбе с язычеством датируется 392 годом, и там нет указания на запрет Олимпийских игр. Феодосий не запрещал состязания вообще (Сократ Схоластик заметил, что Феодосий скончался в день, когда проводились конские бега). Археологические данные указывают на то, что игры всё ещё проводились и после этой даты, и есть несколько причин сделать вывод, что Олимпийские игры продолжались после Феодосия и закончились при Феодосии II. Есть две дошедшие до нас схолии о Лукиане, которые связывают окончание игр с пожаром, который сжёг храм Зевса в Олимпии во время правления Феодосия II:49.
Представление о Феодосии как о «самом благочестивом императоре», который руководил искоренением язычества посредством агрессивного применения законов и репрессивных мер — точка зрения, которую по словам профессора Р. Малкольма Эррингтона «доминирует в европейской исторической традиции практически и по сей день» — впервые была написана Теодоретом, который, по мнению Эррингтона, имел привычку игнорировать факты и приукрашивать события. В течение столетий после своей смерти Феодосий приобрёл репутацию защитника христианства и победителя язычества, но современные историки рассматривают это как более позднюю интерпретацию истории христианскими писателями, а не как реальность.
Увеличение разнообразия и обилия источников привело к переосмыслению религии этой эпохи. По словам Зальцмана: «Хотя дебаты о смерти язычества продолжаются, учёные … в целом согласны с тем, что некогда доминирующее представление о явном языческо-христианском религиозном конфликте не может полностью объяснить тексты и артефакты или социальные, религиозные и политические реалии позднеантичного Рима»:2.
Учёные сходятся во мнении, что Феодосий собрал множество законодательных актов на религиозные темы и что он продолжил практику своих предшественников, запретив жертвоприношения с целью предсказания будущего в декабре 380 года, издав указ против еретиков 10 января 381 года и указ против манихейства в мае того же года:xxiv. Феодосий созвал Первый Константинопольский собор, второй вселенский собор после Первого Никейского собора Константина в 325 году. Что важно, по словам Эррингтона, так это то, насколько широко применялось и использовалось обильное законодательство империи, что показало бы, насколько оно надёжно отражает реальную историю.
Браун утверждает, что христиане по-прежнему составляли меньшинство от общей численности населения около 15-20 % населения империи в начале 300-х годов:7, а местные власти по-прежнему состояли в основном из язычников и неохотно вводили антиязыческие законы; даже христианские епископы часто препятствовали их применению. Харрис и Вуд заявляют: «Содержание кодекса Феодосия предоставляет детали с холста, но само по себе является ненадёжным руководством к характеру картины в целом»:5–16, 95. Недооцениваемые сходства в языке, обществе, религии и искусстве, а также современные археологические исследования показывают, что язычество само медленно приходило в упадок и что оно не было насильственно низвергнуто Феодосием в IV веке:xv.
Майястина Калос пишет, что в Римской империи IV века существовало большое разнообразие религий, культов, сект, верований и практик, и все они, как правило, сосуществовали без инцидентов. Сосуществование иногда приводило к насилию, но такие вспышки были относительно редкими и локализованными. Ян Н. Бреммер утверждает, что «религиозное насилие в поздней античности в основном ограничивается жестокой риторикой: „в древности не всё религиозное насилие было настолько религиозным, и не всё религиозное насилие было настолько жестоким“»:9. 
Продолжала существовать знаменитая философская школа в Афинах. В Александрии христиане с интересом изучали классическую античную философию без ущерба для своего религиозного чувства. Знатные сенаторы в Риме продолжали традиционно придерживаться языческих воззрений, хотя без возможности публично исполнять прежние церемонии.
Лаван говорит, что христианские писатели придали повествованию о победе над язычеством большое значение, но это не обязательно коррелирует с фактическими показателями. Есть много признаков того, что язычество существовало в V веке, а в некоторых местах и в VI веке и даже дольше:108–110:165–167:41, 156. Археология доказывает, что в большинстве регионов, удалённых от столицы, конец язычества был тихим и постепенным:5, 41:156, 221. В Оксфордском справочнике по поздней античности говорится, что «пытки и убийства не были неизбежным результатом распространения христианства»:861. Вместо этого границы между общинами были зыбкими и сосуществовали в духе соперничества:7 из-за чего празднества языческих культов порой переплетались с христианскими обрядами и обычаями, открывая дорогу новому синкретизму. Браун говорит, что «в большинстве районов к многобожникам не приставали, и, за исключением нескольких отвратительных случаев местного насилия, еврейские общины также пользовались стабильным, даже привилегированным существованием».
Признавая, что правление Феодосия, возможно, стало переломным моментом в упадке старых религий, Кэмерон преуменьшает роль обильного законодательства императора как ограниченного по силе, и пишет, что Феодосий определённо не запрещал язычество. Хотя нехристианские авторы той эпохи связывали с отменой жертвоприношений и других языческих церемоний последовавший вскоре упадок Римской империи их заявления не подтверждаются археологическими находками. В своей биографии Феодосия 2020 года Марк Хебблуайт приходит к выводу, что Феодосий никогда не видел и не рекламировал себя как разрушителя старых культов; скорее, усилия императора по продвижению христианства были осторожными, «целенаправленными, тактическими и нюансированными» и предназначались для предотвращения политической нестабильности и религиозной розни.

## Личность Феодосия

### Внешность и характер
Наиболее подробно о внешности и личности Феодосия рассказал римский историк Секст Аврелий Виктор:

Феодосий — насколько это видно по древним описаниям и изображениям — телосложением и по характеру был похож на Траяна: такой же высокий рост, такая же фигура и пышные волосы и такое же лицо […] Феодосий был кроток, милостив, общителен, он считал, что отличается от прочих людей только своей одеждой; и был благожелателен ко всем, особенно же к хорошим людям. Он в такой же мере любил людей простодушных, как и восхищался учёными, но притом честными, был щедр и великодушен […] В отношении наук, если смотреть на наиболее преуспевших в них, его образование было посредственно, но он был очень проницателен и очень любил узнавать о деяниях предков […] Он упражнялся физически, но не увлекаясь и не переутомляясь, отдыхал, когда был досуг, преимущественно на прогулках; здоровье поддерживал, соблюдая умеренность в пище.

Нехристианский историк V века Зосима, следуя за своим источником Евнапием, был настроен критично к противнику язычников Феодосию. По его словам, император обожал роскошь, окружил себя большой свитой и бездумно тратил казну. Чтобы поправить финансы, он продавал управление провинциями любому человеку, предложившему наивысшую цену.

### Семья и потомки
У Феодосия были сестра и брат Гонорий, которые рано умерли. Феодосий взял на воспитание их детей; дочерей брата Ферманцию и Серену он выдал замуж за своих военачальников. Серена в 387 году стала женой будущего главнокомандующего войсками Западной Римской империи Стилихона, сенат Рима казнил её в 408 году по подозрению в сговоре с вождём готов Аларихом.
- Первая жена Феодосия, Элия Флавия Флацилла, была родом из Испании, много занималась благотворительностью и скончалась в 386 году. Их дети: будущие императоры Аркадий (род. ок. 377) и Гонорий (род. 384), а также умершая в детстве Пульхерия (род. 385).
- В 387 году[μ] Юстина, вдова императора Валентиниана I, устроила брак Феодосия на своей дочери Галле, отличавшейся, по отзыву Зосимы, необыкновенной красотой. Таким образом, Феодосий породнился с императором Запада Римской империи Валентинианом II, братом Галлы. Галла родила Галлу Плацидию, ставшую в 414 году женой готского вождя Атаульфа и только после того римской императрицей, а также умершего в детстве Грациана. Галла скончалась в родах (новорождённый Иоанн также умер) в мае 394 года.